# Dell Dimension

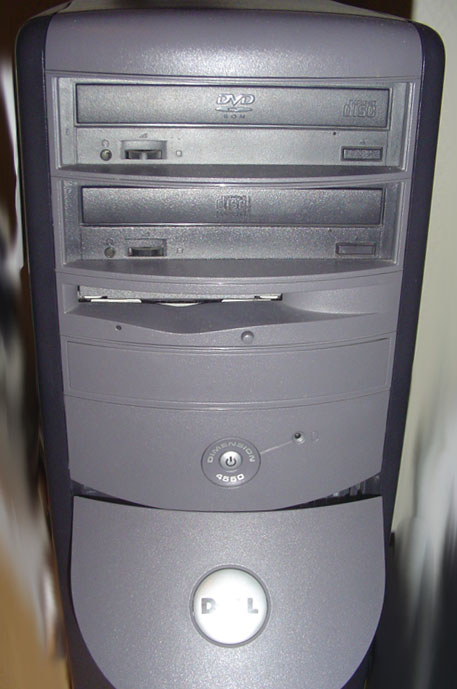
Dell dimension 4550.

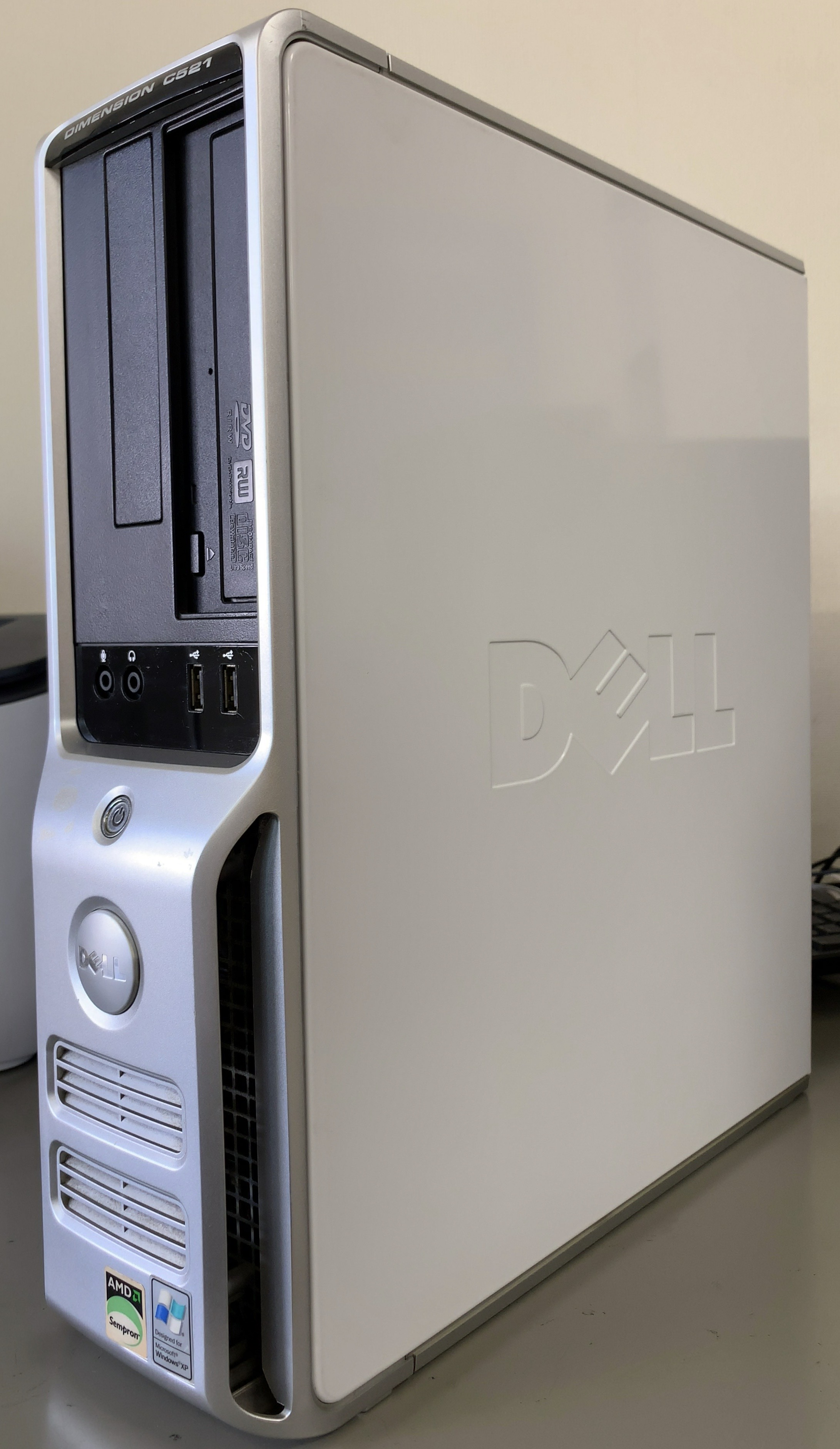
Dell Dimension C521.

Dell Dimension är en serie stationära datorer skapade av Dell, avsedda för hemanvändare.

## Aktuella modeller
- Dimension E521
- Dimension E520
- Dimension C521
- Dimension 9200
- Dimension 9200C